# Colpo grosso a Galata Bridge
Colpo grosso a Galata Bridge è un film del 1965 diretto da Antonio Isasi-Isasmendi.

## Trama
Kelly è un'affascinante agente dell'FBI che sta investigando sulla scomparsa del professor Pendergast, responsabile di una ricerca sull'energia nucleare per conto del governo statunitense. Nel corso dell'indagine, Kelly sospetta di Tony Mecenas, una sorta di "James Bond", e fa la conoscenza di un giovane avventuroso, che mosso dalla bellezza dell'agente e dalla taglia di un milione di dollari, aiuta Kelly nella ricerca del professore.

## Produzione
Il film è stato girato tra Spagna e Turchia, in particolare a Girona, Barcellona e Istanbul. Alcune scene sono state girate invece negli Estudios Balcazar di Barcellona.

## Distribuzione
Il film è una co-produzione che vede coinvolte Italia, Francia, Spagna e Germania Ovest. È stato distribuito in Italia a partire dall'11 agosto 1965, seguito dalla Germania Ovest il 1º settembre 1965, col titolo Unser Mann aus Istanbul, dalla Francia l'8 settembre 1965, col titolo L'homme d'Istambul, dagli Stati Uniti il 16 settembre 1965 col titolo That Man in Istanbul e infine dalla Spagna il 28 ottobre 1965, con il titolo Estambul 65.

## Riconoscimenti
1966 - Premio Sant Jordi al miglior film spagnolo